# Алябьев, Вячеслав Михайлович
Вячесла́в Миха́йлович Аля́бьев (5 февраля 1934, Курск — 11 июня 2009, Донецк) — советский футболист, играл на позициях защитника и нападающего. Мастер спорта с 1961 года.

## Карьера

### Клубная
Начал карьеру в 1953 году в клубе «Динамо» Алма-Ата, в 1954 году перешёл в клуб «Крылья Советов» Молотов. Сезон 1955 года провёл в краснодарском «Нефтянике», в составе которого сыграл 28 матчей и забил 8 мячей. В 1956 году перешёл в «Шахтёр» Сталино, за который в итоге выступал большую часть своей карьеры в течение 9 сезонов, провёл за это время 180 матчей, забил 3 мяча в ворота соперников и дважды стал, в составе команды, обладателем Кубка СССР. Завершил карьеру игрока в «Металлурге» Запорожье, где играл с 1965 по 1966 год, сыграв за этот период 41 матч и забив 1 гол.
После завершения карьеры игрока работал тренером в спортивной школе при заводе «Точмаш». До конца жизни проживал в Донецке. Находясь на пенсии, неоднократно сталкивался с рядом жизненных проблем.

## Достижения

### Командные
Обладатель Кубка СССР: (2)
- 1961, 1962

Финалист Кубка СССР: (1)
- 1963

## Награды
- Мастер спорта (1961)